# Eumorphus coloratus vitalisi
Eumorphus coloratus vitalisi es una subespecie de coleóptero de la familia Endomychidae.

## Distribución geográfica
Habita en Sumatra, Tailandia y Laos.